# Публій Корнелій Лентул Кавдін (консул)
Публій Корнелій Лентул Кавдін (лат. Publius Cornelius Lentulus Caudinus; 278 до н. е. — після 235 до н. е.) — політичний, державний та військовий діяч Римської республіки, консул 236 року до н. е.

## Життєпис
Походив з патриціанського роду Корнеліїв Лентулів. Син Луція Корнелія Лентула Кавдіна, консула 275 року до н. е. 
У 236 році до н. е. Публія Корнелія обрано консулом спільно з Гаєм Ліцинієм Варом. Керував армією у війні з галльським племенем боїв, що загрожували місту Аріміну. Втім консули не ризикнули втупити у битву й уклали перемир'я з боями. Але бої відступили від міста внаслідок внутрішніх суперечок.
Після цього Публій Кавдін воював з лігурами, відбив їхній напад, здобув низку лігурійських фортець. За успіхи в боротьби з ворогом отримав від сенату тріумф.
З того часу про подальшу долю Публія Корнелія Лентула Кавдіна згадок немає.

## Родина
Діти:
- Луцій Корнелій Лентул, претор 211 року до н. е.
- Публій Корнелій Лентул, претор 214 року до н. е.